# Stomolophus
Stomolophus — рід медуз ряду коренеротів (Rhizostomeae). Включає два види, що поширені на заході Атлантики та у Тихому океані.

## Види
- Stomolophus fritillarius
- Stomolophus meleagris